# Пиктон (Новая Зеландия)

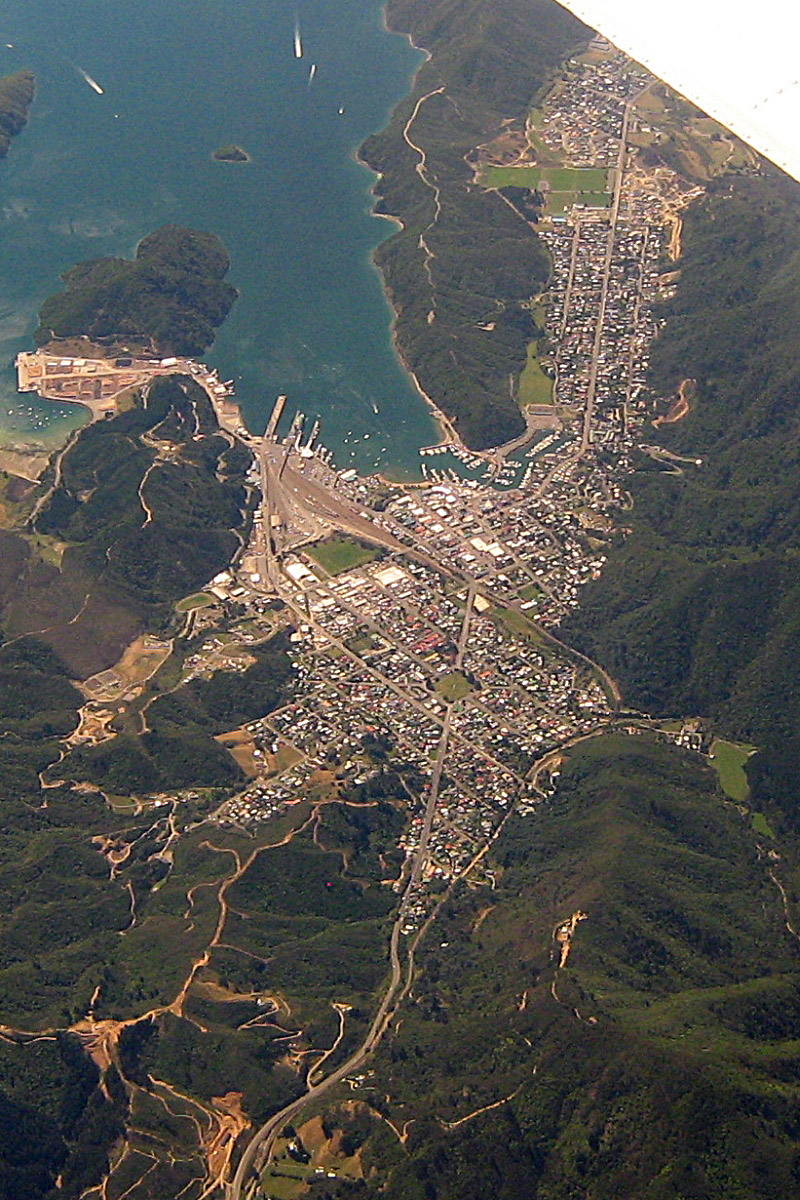
Пиктон

Пиктон (англ. Picton, маори Waitohi) — город в Новой Зеландии, расположенный на севере Южного острова у начала Залива Королевы Шарлотты.  
Пиктон является одним из главных транспортных центров страны, соединяя дорожную сеть Южного острова с Веллингтоном с помощью паромной переправы через пролив Кука.

## История
Город назван в честь сэра Томаса Пиктона, который был убит в битве при Ватерлоо.

## Транспорт
Главная Северная линия и Государственная автомагистраль 1 соединяют Пиктон с Бленемом и Крайстчерчем.

## Известные люди
- Кип Колви — профессиональный футболист, играл за Колорадо Рэпидз и Сборную Новой Зеландии по футболу.
- Джозеф Салливан — олимпийский чемпион в академической гребле на лондонской Олимпиаде 2012 года